# Wodospady (singel)
Wodospady – utwór polskich wykonawców - rapera Popka oraz producenta muzycznego Matheo, wydany 2 grudnia 2015 przez Step Records jako pierwszy singel promujący wspólną płytę muzyków Król Albanii. Teledysk do piosenki, wyreżyserowany przez Mateusza Winkiela, ze zdjęciami Szymona Mrozowskiego i zrealizowany przez Mania Studio, opublikowano 3 grudnia 2015 na portalu YouTube. To było najczęściej odtwarzane wideo w polskiej części ww. serwisu w miesiącach grudzień 2015 i styczeń 2016. Singel uzyskał certyfikat diamentowej płyty.